# Inno della NATO
L'inno della NATO (in inglese: the NATO Hymn) è l'inno della NATO, composto nel 1989 dal lussemburghese André Reichling e adottato ufficialmente dall'organizzazione il 3 gennaio 2018.

## Storia
La creazione di un inno per l'organizzazione del Patto Atlantico era stata già pensata sin dagli anni '50: tra le varie proposte, nel 1960 il maresciallo della RAF Edward Chilton propose di unire insieme gli inni dei vari paesi membri in un'unica composizione musicale, ma la proposta non ebbe seguito.
Nel 1989, per celebrare il 40º anniversario della fondazione della NATO, il comandante della Banda Militare del Lussemburgo André Reichling compose una ballata strumentale e fu eseguita in occasione del galà celebrativo di quell'anno.
Fu usato per molti anni, prima di essere adottato ufficialmente dall'organizzazione il 3 gennaio 2018.